# Brasiloctis bucki
Genre
Espèce
Brasiloctis bucki, unique représentant du genre Brasiloctis, est une espèce d'opilions laniatores de la famille des Triaenonychidae.

## Distribution
Cette espèce est endémique du Rio Grande do Sul au Brésil. Elle se rencontre vers Porto Alegre.

## Publication originale
- Mello-Leitão, 1938 : « Considerações sobre os Phalangodoidea Soer. com descrição de novas formas. » Annaes da Academia Brasileira de Sciencias, vol. 10, p. 135–145.